# Tellurokracja
Tellurokracja (łac. tellus – ziemia oraz gr.κράτος – państwo) – to koncepcja zaproponowana przez Aleksandra Dugina, opisująca typ cywilizacji lub systemu państwowego, który charakteryzuje się rozwojem terytoriów lądowych i ciągłą penetracją terytoriów śródlądowych. Państwa tellurokratyczne posiadają określone terytorium państwowe, na którym żyje większość etniczna tworząca państwo, a wokół tego terytorium następuje dalsza ekspansja terytorialna. Tellurokracja jest postrzegana jako antonim talassokracji. 